# Two Moon Junction
Two Moon Junction (dt. Titelzusatz Fesseln der Leidenschaft) ist ein US-amerikanisches Filmdrama von Zalman King aus dem Jahr 1988. Die Fortsetzung Two Moon – Im Rausch der Sinne (Originaltitel Return to Two Moon Junction) erschien 1995 Direct-to-Video.

## Handlung
April Delongpre ist die wohlgeborene, 21-jährige, älteste Tochter eines mächtigen Senators aus Alabama und Erbin einer alten und angesehenen Südstaatenfamilie. Nach ihrem College-Abschluss kehrt April für den Sommer nach Hause in ihr Elternhaus zurück, um dort auf ihre halb arrangierte Hochzeit mit ihrem Verlobten Chad Douglas Fairchild zu warten. Als ein Jahrmarkt in die Stadt kommt, begleiten April und Chad Aprils zwei jüngere Schwestern zum Festplatz, wo April aus der Ferne einen schroffen Schausteller und Herumtreiber namens Perry sieht. Als April versehentlich ihre Handtasche in einem der Fahrgeschäfte zurücklässt, gibt Perry sie ihr zurück und stellt sich ihr vor (nachdem er hineingeschaut und Aprils Namen und Adresse erfahren hat). Fasziniert von dem mysteriösen Herumtreiber kehrt April noch am selben Abend auf den Jahrmarkt zurück, um mit Perry zu sprechen, aber sie lehnt seine Annäherungsversuche ab.
Ein paar Tage später, während Chad geschäftlich verreist ist und auch ihre Eltern und Geschwister weg sind, beginnt April eine Affäre mit Perry, als er eines Morgens in Aprils Haus auftaucht und ihre Dusche benutzt. Obwohl sie ihm sagt, er solle gehen, kann April ihr Verlangen nach Perry nicht unterdrücken und die beiden haben Sex. April weint anschließend darüber und Perry geht.
Am nächsten Tag besucht April ihre Großmutter Belle Delongpre, die von Aprils heimlichem Verlangen nach robusten Männern weiß, da April sich Belle über ihre vergangenen Verliebtheiten anvertraut hat. Nachdem April gegangen ist, bittet Belle den örtlichen Sheriff Earl Hawkins, ein Auge auf sie zu haben.
April kehrt an diesem Abend zum Rummelplatz zurück, um Perry zu sehen, nur um bestürzt und eifersüchtig zu werden, als sie ihn betrunken und in Gesellschaft einer anderen Herumtreiberin und eines Cowgirls vorfindet, die sich als Patti Jean vorstellt und April in Perrys Truck mitnimmt, um mehr Schnaps für ihn zu besorgen. Während der Fahrt plaudert Patti über ihr Leben und ihre Heimatstadt und flirtet eindeutig mit April. Auf dem Jahrmarkt, als ein Fahrgeschäft eine Fehlfunktion hat und die Leute darauf gefährdet, gerät Perry in eine Schlägerei mit anderen Jahrmarktsarbeitern. Patti Jean und April kehren zurück und mischen sich in die Schlägerei ein, bis Perrys Haushund von einem der Arbeiter getötet wird und die anderen Perry und den Frauen befehlen zu gehen.
Nachdem sie seinen Hund auf einem Feld vergraben haben, nehmen April und Patti Jean den deprimierten Perry mit in eine Bar und Billardhalle, wo Patti Jean erneut mit April flirtet und sie zum Tanzen auffordert. Doch statt Aprils Neugier auszunutzen, drängt Patti sie, zu Perry zurückzugehen und ihr Stelldichein fortzusetzen. Nachdem Patti Jean die Stadt verlassen hat, nimmt Perry April auf seinem Motorrad mit, wonach sie in einem Motel einchecken und erneut Sex haben.
Am Morgen verlässt April Perry, um ihr Auto zu holen, das sie nach dem Umzug des Jahrmarkts auf dem Messegelände zurückgelassen hat, nicht ahnend, dass Sheriff Hawkins ihr folgt. April kehrt zum Motel zurück und gerät in einen heftigen Streit mit Perry, als sie ihn beim Flirten mit zwei Hausangestellten des Motels erwischt. Um ihre Spannungen zu entschärfen, führt sie ihn zum Frühstück in ein lokales Restaurant aus, wo sie ihm mehr über ihr Leben und über ein Familienanwesen am Rande eines Sees namens Two Moon Junction erzählt, das der Spielplatz ihrer Kindheit ist. April sagt Perry jedoch, dass sich ihre Wege trennen müssen, da sie nach Hause und in ihr privilegiertes Leben zurückkehren muss. Nachdem sie gegangen ist, taucht Sheriff Hawkins auf und verhaftet Perry. Dann fährt er ihn zur Staatsgrenze und gibt Perry eine implizite Drohung, sich nie wieder in der Gegend blicken zu lassen.
Ein paar Wochen später, am Tag vor Aprils Hochzeit, hat sie eine weitere Begegnung mit Perry, der auftaucht, um auf dem Grundstück ihrer Familie die Zelte für die Hochzeitsfeier aufzubauen. Er wird auch von Belle entdeckt, die ihm droht, die Stadt zu verlassen und ihm ein Bestechungsgeld anbietet, das Perry jedoch ablehnt. Belle ruft daraufhin Sheriff Hawkins an, um ihn darüber zu informieren, dass Aprils Liebhaber wieder in der Stadt ist und er sich darum kümmern soll.
An diesem Abend, während Chad seinen Junggesellenabschied feiert, taucht April an der Two Moon Junction auf, einem heruntergekommenen Pavillon am Rande eines Sees, wo sie Perry trifft, der eine Nachricht hinterlassen hatte, ihn dort zu treffen. April bietet Perry Geld an, um die Stadt zu verlassen und nie wieder zurückzukehren, aber Perry lehnt erneut ab und drängt sie, ihre Fantasien auszuleben, die sie seit ihrer Kindheit lange unterdrückt hat. April und Perry lieben sich wieder, worauf April wieder weint und Perry für immer verlässt, um in ihr Leben zurückzukehren.
Am nächsten Morgen, am Tag der Hochzeit, als Perry sich darauf vorbereitet, die Stadt zu verlassen, versucht einer von Sheriff Hawkins’ Hilfssheriffs, Perry zu töten, aber er überwältigt den Hilfssheriff und entkommt. In der Kirche, als April sich darauf vorbereitet, zum Altar zu schreiten, versucht Belle, sie zu überreden, ihren privilegierten Lebensstil nicht aufzugeben und lügt ihr vor, dass Perry die Stadt für eine Bestechung verlassen hat. April glaubt ihr nicht, aber sie schreitet trotzdem zum Altar, um Chad zu heiraten.
Einige Zeit später sieht man Perry als Tellerwäscher in einem Blues-Nachtclub in einer anderen Stadt arbeiten. Als Perry nach der Arbeit in sein Motelzimmer zurückkehrt, um sich um seinen neuen Hund zu kümmern und ihn zu füttern, findet er April in seinem Badezimmer unter der Dusche, in Erinnerung schwelgend an ihre erste sexuelle Begegnung. Perry gesellt sich zu April unter die Dusche und sie küssen sich. Der Film endet damit, dass April, die Chads Ehering trägt, mit Perry unter der Dusche Liebe macht, was stark andeutet, dass Perry und sie ihre geheime Affäre fortsetzen werden.

## Entstehung und Veröffentlichung
Der Arbeitstitel für den Film lautete Two People in Love, ehe der Film im Frühjahr 1988 in Two Moon Junction umbenannt wurde. Für Oscarpreisträger Burl Ives war es der letzte Film, gleiches gilt für den Schauspieler Hervé Villechaize. Für Milla Jovovich war es hingegen ihr erster Film.
Am 29. April 1988 kam der Film in den US-amerikanischen und kanadischen Kinos und spielte dort über 1,5 Millionen US-Dollar ein. Der Film feierte am 15. Mai 1988 im Rahmen der Internationalen Filmfestspiele von Cannes seine Premiere in Europa. Der Film kam nie in die deutschsprachigen Kinos, sondern wurde ab dem 13. August 1990 auf VHS sowie ab 2003 auf DVD veröffentlicht. Eine deutschsprachige Blu-ray-Veröffentlichung gab es bisher nicht (Stand: November 2023). Die deutschsprachige TV-Premiere erfolgte am 3. November 1995 bei RTL 2.

## Rezeption
Two Moon Junction wurde in der Presse sehr negativ aufgenommen, was sich auch in den Auswertungen US-amerikanischer Aggregatoren widerspiegelt. So erfasst Rotten Tomatoes ausschließlich kritische Besprechungen und ordnet den Film dementsprechend als „Gammelig“ ein. Laut Metacritic fallen die Bewertungen im Mittel „Grundsätzlich Ablehnend“ aus.
Roger Ebert verglich den Film in der Chicago Sun-Times vom 29. April 1988 mit den „Softcore-Videofilmen“, die Playboy und Penthouse vertreiben würden. Die „übliche“ Handlung sei eine „Kompilation von Klischees“. Ebert spottete, dass man ihn für einen Satiriker halten würde, wenn er die Handlung genauer beschreiben würde. Der größte Makel des Films sei, dass er sich selbst ernst nehme. Ebert schrieb, im Alter von 15 Jahren hätte er den Film „geliebt“.

„Der stilisierte Straps-Reißer ist […] [b]loß ein verfilmter Dessouskatalog.“

Kristy McNichol – in der Rolle als Patti Jean – erhielt im Jahr 1989 die Goldene Himbeere in der Kategorie Schlechteste Nebendarstellerin.